# Siodło (Wyspa Króla Jerzego)
Siodło – nunatak na Wyspie Króla Jerzego, pośrodku dolnej części Lodowca Baranowskiego, na zachodnim brzegu Zatoki Admiralicji. Nazwę, pochodzącą od kształtu nunataku, nadała w 1980 roku polska ekspedycja naukowa. Nunatak znajduje się na terenie Szczególnie Chronionego Obszaru Antarktyki "Zachodni brzeg Zatoki Admiralicji" (ASPA 128).